# IB Diploma Programme
International Baccalaureate (IB) Diploma Programme et et uddannelsesprogram undervist i enten engelsk, fransk eller spansk, som i Danmark er akademisk anerkendt på linje med en ungdomsuddannelse. I andre lande kan man dog opnå merit for fag, man har taget på IB Diploma. Uddannelsen strækker sig over 2 år. Mange danske gymnasier tilbyder et forberedelsesår, Pre-IB, der dels skal sikre at eleverne lever op til Undervisningsministeriets krav til en ungdomsuddannelse og dels forberede eleven på at blive undervist på et andet sprog.
IB Diploma er opbygget, så eleverne har store muligheder for at vælge de fag, der interesserer dem. Der skal vælges ét fag fra hver af følgende grupper:
1. Modersmål – dansk i de fleste danskeres tilfælde
2. Fremmedsprog – f.eks. engelsk, tysk eller spansk
3. Individ og samfund – f.eks. historie, psykologi eller geografi
4. Naturvidenskab – f.eks. fysik, biologi, kemi eller datalogi
5. Matematik – f.eks. matematik eller hverdagsmatematik
6. Kunst – f.eks. musik, billedkunst eller drama

I stedet for et fag fra gruppe 6, kan man vælge endnu et fag fra gruppe 1, 2, 3 eller 4. Derudover undervises i faget Theory of Knowledge, som binder de gængse vidensområder sammen og lærer eleven at evaluere viden kritisk og konstruktivt.
Udenfor skoletiden skal eleven deltage i CAS-programmet. CAS står for Creativity, Action and Service. Eleven skal deltage i aktiviteter indenfor alle tre kategorier.
IB Diploma er adgangsgivende til alle universiteter i hele verden.
I øjeblikket tilbyder 16 danske gymnasier IB Diploma. I alt tilbyder 1464 skoler IB Diploma.